# 호딩

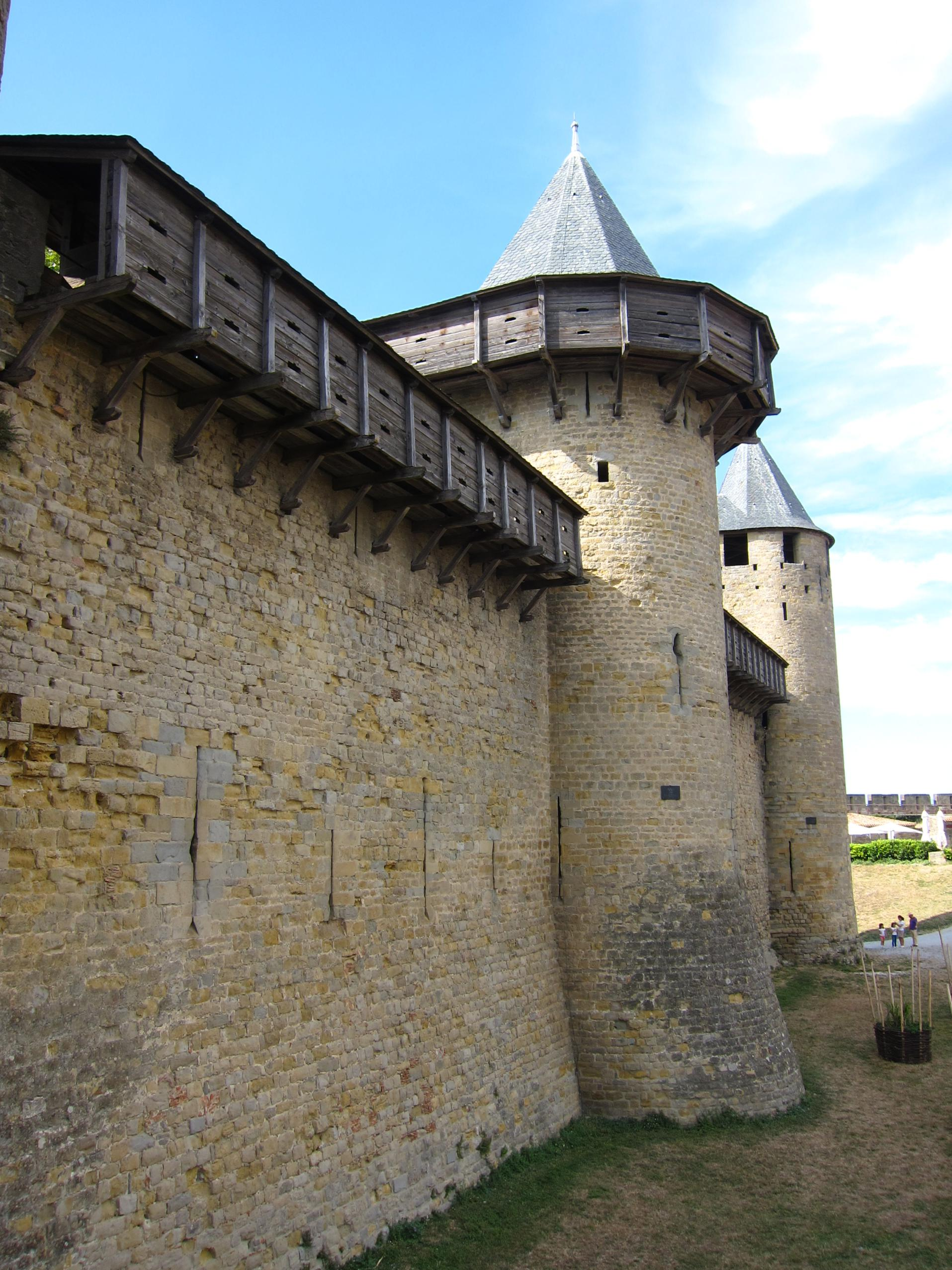
성벽 위와 망루 지붕 아래에 달려 있는 목조 구조물이 호딩이다.

호딩(Hoarding)은 공성전이 발생했을 때 성의 방벽 외부에 일시적으로 설치하는 목조 구조물이다.
호딩의 목적은 방어군이 방벽의 길이에 따라 사계를 확보하기 위함인데, 특히 벽 아래를 향한 공격 범위를 확보하기 위함이다.
시대가 흐르면서 마시쿨리가 발명되자 호딩은 도태되었다. 마시쿨리는 돌로 만들어져 불에 타지 않았고, 영구적인 구조물이었기에 따로 준비가 필요하지도 않았다.
목조 호딩이 남아 있거나 복원해 놓은 성이 유럽에 몇 군데 존재하는데, 잉글랜드 스토크세이 성의 북탑, 프랑스 라발의 아성, 프랑스 카르카손의 샤토 콤탈 등이 있다.

## 같이 보기
- 망대
- 성 (건축)